# Humza Yousaf
Humza Haroon Yousaf (Glasgow, 7 de abril de 1985) é um político escocês que serviu como Primeiro-ministro da Escócia, além de líder do Partido Nacional Escocês (SNP), de março de 2023 até maio de 2024. Yousaf serviu anteriormente sob sua antecessora, Nicola Sturgeon, como secretário de justiça de 2018 a 2021 e depois secretário de saúde de 2021 a 2023. Ele tem sido membro do Parlamento da Escócia pelo distrito Glasgow-Pollok desde a 2016, após ter representado a capital Glasgow de 2011 a 2016.
Yousaf nasceu em Glasgow, Escócia, filho de imigrantes Paquistaneses. Ele estudou ciências políticas na Universidade de Glasgow, antes de trabalhar como assistente parlamentar para Bashir Ahmad, o primeiro muçulmano a ser eleito para o Parlamento Escocês na eleição de 2007. Após Ahmad falecer dois anos depois, Yousaf continuou a trabalhar como assistente, desta vez para Alex Salmond e Nicola Sturgeon. Antes da eleição parlamentar de 2011, ele trabalhou no quartel-general do Partido Nacional Escocês como chefe de comunicações. Nomeado ministro júnior sob Salmond em 2012, Yousaf serviu como ministro das Relações Exteriores e Desenvolvimento Internacional até 2014.
Antes de Sturgeon se tornar primeira-ministra em 2014, ele foi nomeado Ministro para a Europa antes de ser apontado como Ministro dos Transportes e Ilhas em 2016. Como parte da remodelação do gabinete do segundo governo de Sturgeon em 2018, Yousaf foi promovido ao gabinete como secretário de Justiça. Em 2021, foi nomeado secretário de saúde durante a fase posterior da Pandemia de COVID-19 e foi responsável pelo programa para recuperar a NHS, bem como o lançamento em massa do programa de vacinação iniciado sob seu antecessor. Após o anúncio da intenção de Sturgeon de renunciar ao cargo de Líder do SNP e Primeira-Ministra da Escócia, Yousaf venceu a eleição de liderança do partido em 2023, derrotando Kate Forbes por 52% a 48% no segundo turno.
Yousaf foi oficialmente nomeado primeiro-ministro em 29 de março de 2023, tornando-se o mais jovem, o primeiro escocês asiático e muçulmano a ocupar o cargo. Suas visões políticas foram descritas como socialmente progressistas e pró-independência, sendo a favor da proclamação da república na Escócia. Ele anunciou sua intenção de renunciar ao cargo de primeiro-ministro e líder do partido em abril de 2024, saindo oficialmente no mês seguinte.

## Carreira política

### Primeiro-ministro da Escócia (2023–2024)
Yousaf foi empossado como primeiro ministro da Escócia em 29 de março de 2023, tornando-se o mais jovem, o primeiro escocês asiático e muçulmano a ocupar o cargo desde que foi criado em 1999.
Apoia a introdução do esquema de devolução de depósitos, mas não em sua forma atual, sugerindo que deveria excluir as pequenas empresas. Enfatizou a necessidade de uma economia de bem-estar e propôs a introdução de um novo imposto sobre riqueza para arrecadar dinheiro para mais benefícios sociais.
Após o colapso do Acordo de Bute House entre o SNP e os Verdes Escoceses, Yousaf anunciou sua intenção de renunciar como líder do SNP e Primeiro Ministro da Escócia em 29 de abril de 2024; ele permaneceu no cargo até que seu sucessor, John Swinney, foi nomeado.

## Vida pessoal

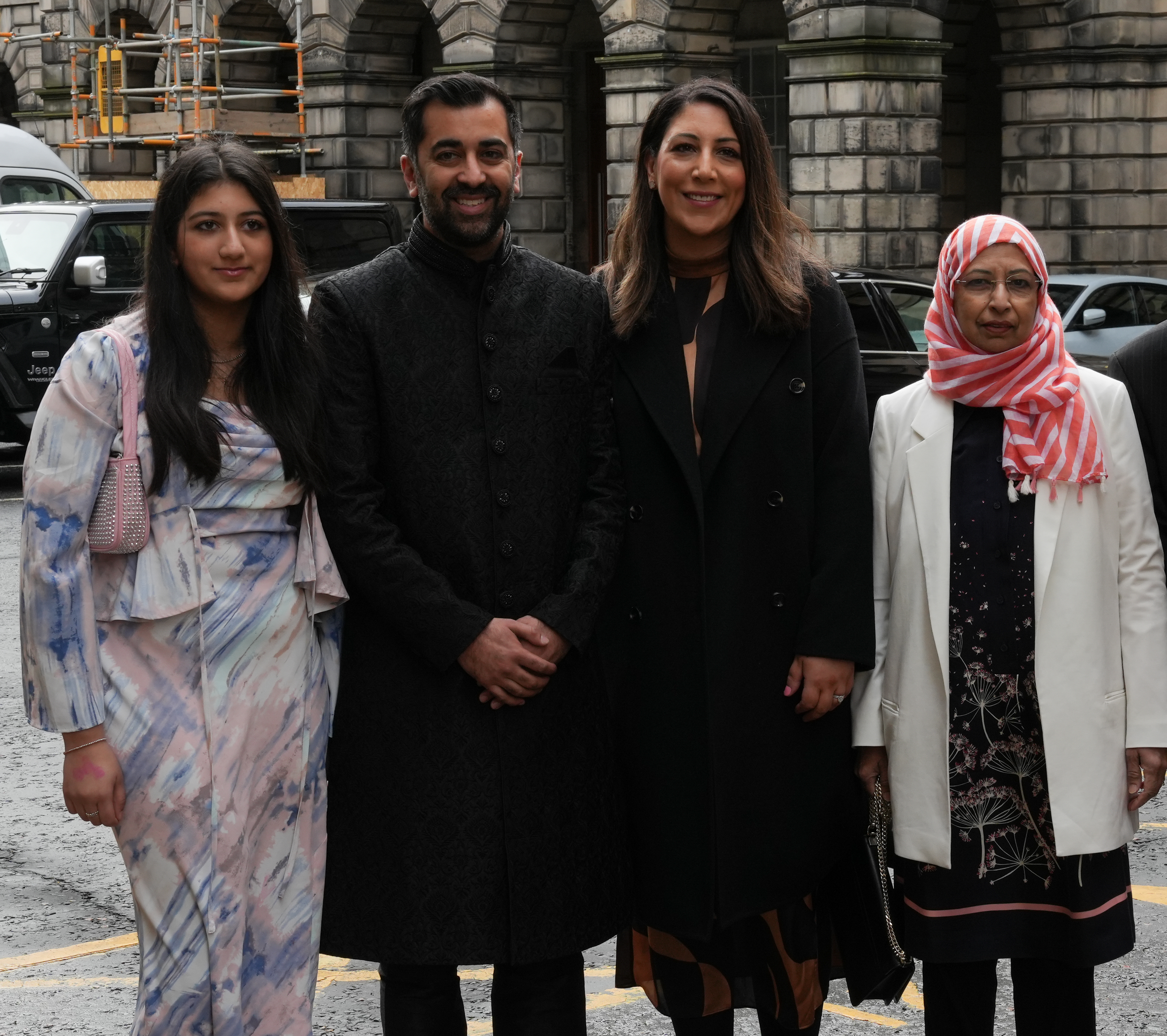
A família de Yousaf em 2023 no Tribunal de Sessão, Edimburgo.

Yousaf é um forte defensor dos direitos LGBT. Sobre o tema do casamento homoafetivo e do sexo homossexual, ele comentou: "Acredito que o casamento das pessoas, se elas são gays, e são casadas, que o casamento delas não é mais inferior, ou vale menos, do que o meu casamento como indivíduo heterossexual. Então não, eu não concordo com essa visão (de que sexo gay é pecado)." Em meio à controvérsia sobre as opiniões religiosas de Kate Forbes, Yousaf, muçulmano praticante, disse que não "legisla com base em [sua] fé",  embora tenha estado visivelmente ausente na votação final sobre a legislação do casamento igualitário da Escócia en Fevereiro 2014. 
Foi casado com a ex-funcionária do Partido Nacional Escocês (SNP) Gail Lythgoe de 2010 a 2016. Em 2019, casou-se com a psicoterapeuta Nadia El-Nakla, tendo um filho e um enteado.
Em novembro de 2016, Yousaf foi multado em 300 libras e teve seis pontos de penalidade adicionados à carteira de motorista, após ser pego pela polícia dirigindo o carro de um amigo sem ter seguro para dirigi-lo. Yousaf assumiu total responsabilidade, dizendo: "Aceito totalmente a decisão. Paguei a multa e informei minhas seguradoras sobre os pontos. Este foi um erro honesto e resultado de minhas circunstâncias pessoais durante minha separação."
Ele e sua segunda esposa fizeram uma reclamação de discriminação contra uma creche infantil de Dundee que não ofereceu uma vaga para sua filha em 2021. A reclamação foi mantida pela Inspetoria de Cuidados , que concluiu que a creche "não promovia justiça, igualdade e respeito" em termos de sua política de admissão. A ação legal foi posteriormente encerrada por Yousaf e Nadia.